# 鈴木重雄 (地理学者)
鈴木 重雄（すずき しげお）は、日本の竹林景観学者、地理学者。竹林景観ネットワーク事務局長。主な研究分野は、景観形成を中心とした自然地理学、生態地理学。特に竹林景観分野及び公共交通における鉄道・バス分野に関して研究を行っている。神奈川県藤沢市出身。江ノ電ファンクラブ元会長。

## 経歴
- 1999年4月 - 2003年3月 : 専修大学文学部人文学科
- 2003年4月 - 2005年3月 : 専修大学大学院文学研究科修士課程地理学専攻
- 2005年4月 - 2008年3月 : 広島大学大学院国際協力研究科博士課程後期開発科学専攻（博士（学術）取得）[2]
- 2008年4月 - 2010年3月 : 立命館大学文学部地理学教室 実習助手[3]
- 2010年4月 - 2013年3月 : 立正大学地球環境科学部地理学科 助教
- 2013年4月 - 2017年3月 : 立正大学地球環境科学部 特任講師
- 2017年4月 - 2023年3月 : 駒澤大学文学部地理学科 准教授
- 2023年4月 - : 駒澤大学文学部地理学科 教授

## 人物・エピソード
藤沢市出身で，生家が江ノ電沿線と言うこともあり，江ノ電ファンクラブにも入会しているほどの江ノ電ファンである．

## 編著書
- 伊藤徹哉・鈴木重雄・立正大学地理学教室編（2015）：『地理を学ぼう 地理エクスカーション』．朝倉書店，108p．amazon HP

## 著書（分担執筆）
- 鈴木重雄（2016）：鎌倉市西部における54年間の植生変化と竹林の拡大要因．内山幸久編著，『地域をさぐる』．古今書院，177-186．amazon HP
- 鈴木重雄（2013）：二次的自然の保全からの地域づくり：島根県大田市三瓶山・徳島県阿南市．片柳 勉・小松陽介編，『地域資源とまちづくり 地理学の視点から』．古今書院，67-76．amazon HP
- Shigeo SUZUKI and Nobukazu NAKAGOSHI（2011）： Sustainable Management of Satoyama Bamboo Landscapes in Japan. In Hong, S.-K., Wu, J., Kim, J.-E. and Nakagoshi, N. (eds) Landscape Ecology in Asian Cultures, Springer, 211-220.amazon HP